# Ischyodus
Ischyodus ist eine ausgestorbene Seekatzengattung, die von der Oberkreide bis zum Eozän vorkam. Fossilien der Gattung wurden in Nordamerika, Russland, Deutschland, England und Neuseeland gefunden.

## Merkmale
Die Vertreter der Gattung Ischyodus gehörten zu den großen Seekatzen und wurden etwa 1,5 Meter lang. Der Kopf war groß und hatte vermutlich ein zugespitztes Rostrum. Das Maul war leicht unterständig. Im Unterkiefer saßen zwei Reihen rhombischer Zähne. Die Gaumenzähne waren klein. Der Körper war lang und lief in einem zugespitzten Schwanz aus. Die Brustflossen und die erste Rückenflosse waren groß. Letztere hatte eine dreieckige Form. Sie trug einen großen, hinten gezähnten Stachel. Die Männchen hatten einen weiteren, kürzeren, leicht gekrümmten Stachel am Kopf. Die zweite Rückenflosse bildete einen niedrigen Flossensaum.

## Systematik
Die Gattung Ischyodus wird zusammen mit Brachymylus, Pachymylus und Edaphodon in die ausgestorbene Seekatzenfamilie der Edaphodontidae gestellt, die der amerikanische Ichthyologe Joseph S. Nelson als Unterfamilie Edaphodontinae den Pflugnasenchimären (Callorhinchidae) zuordnet.